# De Hogepriesteres

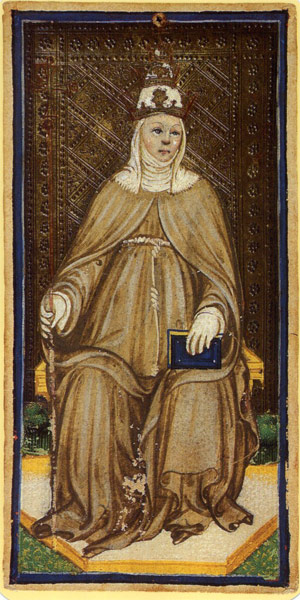
De Pausin uit het Visconti-Sforza deck; door Bonifacio Bembo, ca.1450. Deze afbeelding wordt wel in verband gebracht met de Guglielma-cultus

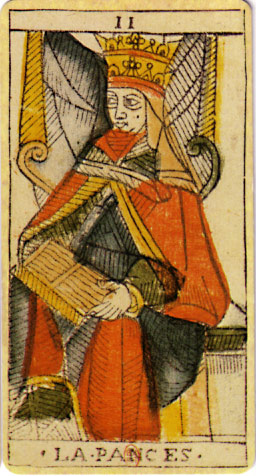
La Papesse van de Jean Dodal Tarot

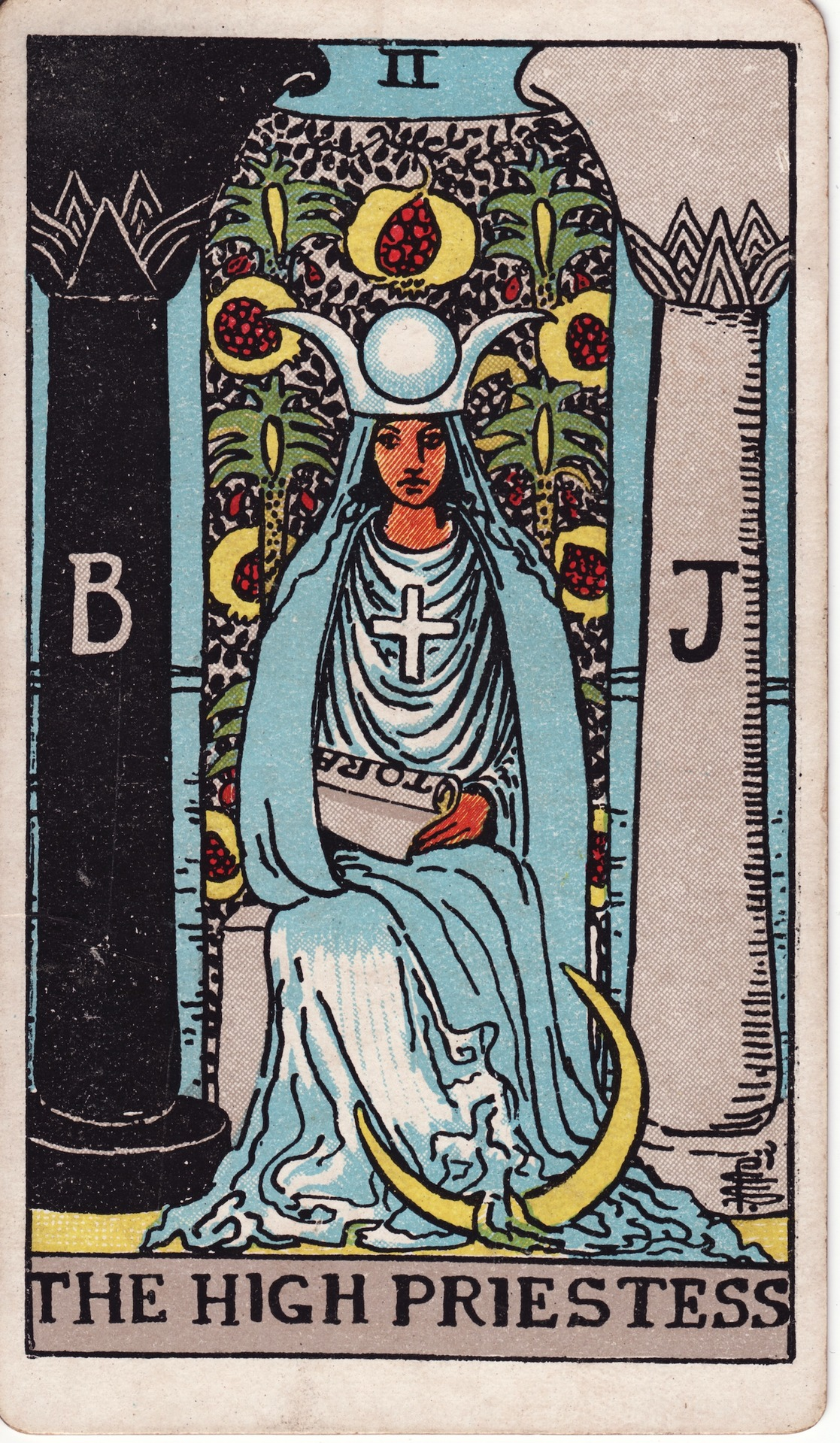
The High Priestess in de tarot van Waite

De Hogepriesteres of La Papesse is de tweede troefkaart uit de Grote Arcana die in de meeste tarotspellen, waaronder de Tarot van Waite en de Tarot van Marseille, voorkomt.
De naam 'La Papesse' verwijst mogelijk naar Joan van Engeland, ook Johannes VIII genoemd, die in de 9e eeuw tot Paus zou zijn verkozen. Het staat historisch vrijwel vast dat het niet meer is dan een legende. In de versie van Jean Dodal is de naam vervormd tot "LA PANCES". Mogelijk verwijst het naar het Franse woord voor gedachten, "pensées". Een andere verklaring is dat in het middeleeuws Frans de buik "la pances" of "la panche" werd genoemd, wat op deze kaart in verband kan gebracht worden met de buik van de zwangere pausin.

## Correspondenties
- Archetype: de maagd[3]
- Letter: Beth = B[3]
- Getal: 2[3]
- Traditionele betekenis: beschermkaart, wijsheid, geluk, fantasie[3]

## Iconografie

### Tarot van Marseille
De kaart heeft het Romeinse cijfer II. Grafisch lijkt het op een herhaling van de twee zuilen waaraan de sluier hangt. De zuilensymboliek die teruggaat op de verloren tempel van Salomo komt in verschillende kaarten van de Tarot de Marseille voor.
De afbeelding toont een vrouw van een zekere leeftijd die voor een sluier op haar troon zit. Ze draagt een tiara die in de meeste versies "uit het kader breekt". Op haar schoot ligt een open boek. Ze is gekleed in een zware mantel.
"La Papesse" is de vrouwelijke tegenhanger van de vijfde kaart: "Le Pape". Samen met hem vormt ze het spirituele koppel van het spel. Iconografisch heeft ze veel gemeen met de zg. "Sedes Sapientiae". Het boek op haar schoot zou de Thora of de Bijbel kunnen voorstellen. De sluier die een deel van de tempel aan het oog onttrekt is een attribuut dat in de synagoge het "heilige der heilige" verborgen houdt voor onbevoegden.
Omdat ze gezeten is en voorzien is van zware klederdracht wordt ze als een statische persoon gezien. Dit in tegenstelling tot "LE BATELEUR" die recht staat en bedreven is met zijn handen. La Papesse leest het boek zelf niet maar schijnt met haar vingers een aantal lijnen aan te duiden. Ze is de persoon die de boekenkennis (exoterische kennis) doorgeeft.

### Tarot van Waite
In het Rider-Waite-Smith tarotdeck, waarop de meeste moderne tarots zijn gebaseerd, draagt de Hogepriesteres een blauw kleed en haar handen rusten op haar schoot. Aan haar voeten ligt een wassende maan. Hetzelfde motief herhaalt zich in haar kroon, het symbool voor de vrouwelijke triade: wassende maan, volle maan en afnemende maan. Op haar borst draagt zij een groot kruis. De perkamentrol in haar handen draagt het opschrift 'TORA'. Ze zit tussen een witte en een zwarte zuil met de letters 'J' en'B' voor Jachin and Boaz — een referentie aan de mystieke tempel van Salomo. De sluier van de tempel is achter haar te zien. Hij is geborduurd met palmbladeren en granaatappels. Granaatappels zijn met hun sappig vruchtvlees en vele zaden een toepasselijk symbool voor vruchtbaarheid. In Rome was de granaatappel in handen van de godin Juno een symbool voor het huwelijk. Nog verder in de achtergrond lijkt een water te zijn, waarschijnlijk de zee. De wijze waarop de plooien in haar kleed vallen, suggereert ook een bron. Water dat uit de aarde stroomde werd in de oudheid en in de middeleeuwen gezien als leven brengend en geneeskrachtig.